# Droga krajowa B506 (Niemcy)
Droga krajowa 506 (niem. Bundesstraße 506) – niemiecka droga krajowa przebiegająca na osi południowy zachód - północny wschód i jest połączeniem Kolonii z drogą B237 w Wipperfürth w Nadrenii Północnej-Westfalii.
Droga, jest oznakowana jako B506 od połowy lat 70. XX stulecia.